# Каризозо (Њу Мексико)
Каризозо (енгл. Carrizozo) град је у америчкој савезној држави Њу Мексико.

## Демографија
По попису из 2010. године број становника је 996, што је 40 (-3,9%) становника мање него 2000. године.
| Група             | 2000.       | 2010.       |
| Белци             | 451 (43,5%) | 512 (51,4%) |
| Афроамериканци    | 7 (0,7%)    | 7 (0,7%)    |
| Азијати           | 0 (0,0%)    | 0 (0,0%)    |
| Хиспаноамериканци | 554 (53,5%) | 434 (43,6%) |
| Укупно            | 1.036       | 996         |